# Friedrich Wilhelm Unger
Friedrich Wilhelm Unger, född den 8 april 1810 i Hannover, död den 22 december 1876 i Göttingen, var en tysk konsthistoriker. Han var bror till Julius Bodo Unger och far till William Unger. 
Unger, som var extra ordinarie professor i konsthistoria vid Göttingens universitet, ägnade sig först åt juridik och författade Geschichte der deutschen Landstände (2 band, 1844) med flera gedigna arbeten, men övergav på 1840-talet detta fack för konsthistorien, som han riktade med åtskilliga skrifter, bland annat Die bildende Kunst (1858) och Correggio in seinen Beziehungen zum Humanismus (1863).